# 渡辺努
渡辺 努（わたなべ つとむ）は、日本の経済学者（マクロ経済学）。株式会社ナウキャスト取締役。同社「Organic Data Lab」ラボ長。キヤノングローバル戦略研究所研究主幹。
元東京大学大学院経済学研究科・経済学部教授。元東京大学公共政策大学院教授。
自身が創業した株式会社ナウキャストが物価指数の日経CPINow（かつての東大日次物価指数）を公表している。
2001年に発表した Jung-Teranishi-Watanabe 論文（2005年に学術雑誌に掲載）で、名目金利がゼロ下限に達したあとに中央銀行が金融緩和を行う手段として、フォワード・ガイダンスが有効であることを世界で初めて明らかにした。この論文は非伝統的金融政策に関する先駆的研究として内外で数多く引用されている。

## 経歴
- 1959年 千葉県生まれ
- 1978年 群馬県立高崎高等学校卒業[4]
- 1982年 東京大学経済学部経済学科卒業
- 1982年 日本銀行入行（営業局、信用機構局、調査統計局に勤務）
- 1991年 ハーバード大学経済学M.A.
- 1992年 ハーバード大学経済学Ph.D.
- 1999年 一橋大学経済研究所助教授
- 2002年 一橋大学経済研究所教授
- 2011年10月--2025年3月 東京大学大学院経済学研究科・経済学部教授、東京大学公共政策大学院教授
- 2015年2月6日 株式会社ナウキャストを創業。技術顧問に就任[5][6]。
- 2016年4月--2017年3月 東京大学金融教育研究センター（CARF）センター長[7]
- 2017年4月--2019年3月 東京大学大学院経済学研究科 副研究科長[8]
- 2018年--現在 内閣官房統計改革推進会議房委員
- 2018年--現在 総務省統計研究研修所客員教授
- 2019年4月--2021年3月 東京大学大学院経済学研究科長・経済学部長[8]
- 2020年--現在 財政制度等審議会委員
- 2025年3月--現在 株式会社ナウキャスト『Organic Data Lab』ラボ長[9]
- 2025年4月--現在 株式会社ナウキャスト取締役[9]

## 著作

### 主要論文
- "Optimal Monetary Policy at the Zero-Interest-Rate Bound" (with Taehun Jung, Yuki Teranishi), Journal of Money, Credit, and Banking, Volume 37, Issue 5, October 2005, 813-835.
- "A New Method for Identifying the Effects of Central Bank Interventions" (with Chih-nan Chen and Tomoyoshi Yabu), Journal of Money, Credit and Banking, Volume 44, Issue 8, December 2012, 1507-1533.
- "Working Less and Bargain Hunting More: Macro Implications of Sales during Japan's Lost Decades (with Kota Watanabe, Kozo Ueda, Nao Sudo), Journal of Money, Credit and Banking, Volume 50, Issue 2-3, 449-478, March 2018.
- "Product Turnover and the Cost of Living Index: Quality vs. Fashion Effects" (with Kozo Ueda, Kota Watanabe), American Economic Journal: Macroeconomics, Volume 1, Issue 2, 310-347, April 2019.
- "The Formation of Consumer Inflation Expectations: New Evidence from Japan's Deflation Experience" (with Jess Diamond, Kota Watanabe), International Economic Review, Volume 61, Issue 1, 241-281, February 2020.

### 単著
- 『市場の予想と経済政策の有効性』 東洋経済新報社, 1994年6月．ISBN 4-492-65164-0
- 『物価とは何か』講談社, 2022年1月．ISBN 4065267145
- 『世界インフレの謎』講談社，2022年10月．ISBN 406529438X
- 『物価を考える　デフレの謎、インフレの謎』日本経済新聞出版，2024年11月．ISBN 4296120905

### 共編著
- 渡辺努・岩本康志・斎藤誠・前多康男 共著『金融機能と規制の経済学』 東洋経済新報社，2001年10月．ISBN 4492681132
- 渡辺努・岩村充 共著『新しい物価理論：物価水準の財政理論と金融政策の役割』 岩波書店，2004年2月．ISBN 4007307261
- 渡辺努・植杉威一郎 編著『検証 中小企業金融』 日本経済新聞出版社，2008年9月．ISBN 4532133602
- New Approaches to the Analysis of Business and Economic Data, (co-edited by Misako Takayasu, Tsutomu Watanabe, Hideki Takayasu) Springer, May 2010. ISBN 978-4-431-54671-9
- 渡辺努 編著『慢性デフレ 真因の解明』 日本経済新聞出版社, 2016年9月．ISBN 4532134668
- Property Price Index: Theory and Practice. Advances in Japanese Business and Economics, 11. (co-authored with W. Erwin Diewert, Kiyohiko G. Nishimura, Chihiro Shimizu), Springer, January 2020. ISBN 978-4431559405
- 渡辺努・辻中仁士 共編著『入門オルタナティブデーターー経済の今を読み解く』 日本評論社，2022年2月．ISBN 4535540233
- 渡辺努・清水千弘 共編著『日本の物価・資産価格: 価格ダイナミクスの解明』東京大学出版会，2023年6月．ISBN 4130403109
- 渡辺努・久野遼平・大西立顕 共著『ネットワーク学習から経済と法分析へ （AI/データサイエンスライブラリ“基礎から応用へ” 6）』サイエンス社，2024年6月. ISBN 478191604X

## 参照
1. ↑  日経CPINow｜金融政策・経済分析に必須のビッグデータ
2. ↑  “インフレどう防ぐ 新たな物価理論を武器に解明”. 日本経済新聞 (2022年7月3日). 2023年7月6日閲覧。
3. 1 2  “渡辺努の日本語Bio Jan 2019.pdf”. Dropbox. 2023年7月6日閲覧。
4. ↑  “経済学者・渡辺努さんに聞く 海外のインフレとは異なる状況 物価と賃金の「健全な上昇」が不可欠《座標軸》 | 上毛新聞社のニュースサイト”. 経済学者・渡辺努さんに聞く　海外のインフレとは異なる状況　物価と賃金の「健全な上昇」が不可欠《座標軸》 | 上毛新聞社のニュースサイト (2023年6月4日). 2023年7月6日閲覧。
5. ↑  企業情報・ミッション | 株式会社ナウキャスト - オルタナティブデータで経済の"今"を知る
6. ↑  株式会社ナウキャストへの出資と業務提携に関するお知らせ - 株式会社日本経済新聞デジタルメディア
7. ↑  CARFについて | CARF 東京大学金融教育研究センター
8. 1 2  “渡辺努のCV_2022年2月.pdf”. Dropbox. 2023年7月6日閲覧。
9. 1 2  “ナウキャスト、オーガニックデータ専門のR&D組織『Organic Data Lab』を発足。創業者で技術顧問の渡辺努がラボ長に就任| ニュースリリース | 株式会社ナウキャスト - オルタナティブデータで経済の"今"を知る”. ナウキャスト、オーガニックデータ専門のR&D組織『Organic Data Lab』を発足。創業者で技術顧問の渡辺努がラボ長に就任| ニュースリリース | 株式会社ナウキャスト -  オルタナティブデータで経済の"今"を知る. 2025年4月1日閲覧。